# Пиксель

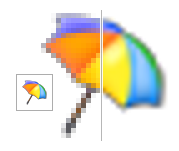
Увеличенный участок растрового изображения: слева — отдельные пиксели, полученные размножением исходных при масштабировании, справа — то же, но с бикубической интерполяцией.

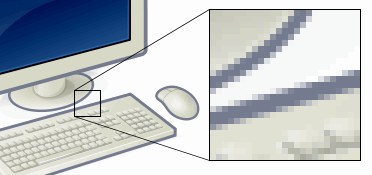
Увеличенный участок растрового изображения.

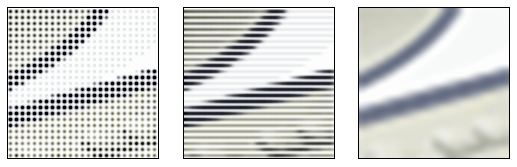
Реконструкция из множества пиксельных значений, использование точек, линий, сглаживания

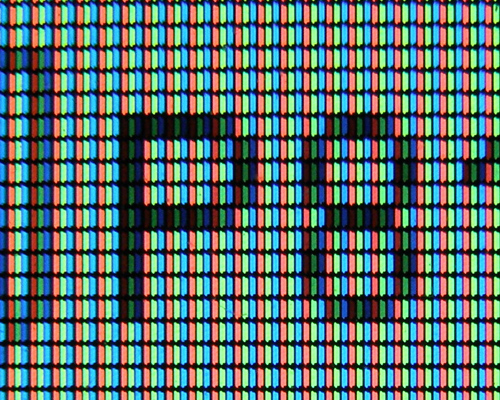
Матрица ЖК-монитора

Пи́ксель, пи́ксел (иногда пэл, англ. pixel, pel, px — сокращение от piсtures element, которое в свою очередь сокращается до pix element, в некоторых источниках piсture cell — букв. элемент изображений) или элиз (редко используемый русский вариант термина) — наименьший логический элемент двумерного цифрового изображения в растровой графике, или [физический] элемент матрицы дисплеев, формирующих изображение. Пиксель представляет собой неделимый объект прямоугольной или круглой формы, характеризуемый определённым цветом (применительно к плазменным панелям, газоплазменная ячейка может быть восьмиугольной). Растровое компьютерное изображение состоит из пикселей, расположенных по строкам и столбцам.
Также пикселем называют элемент светочувствительной матрицы (сенсель — от sensor element).
Чем больше пикселей на единицу площади содержит изображение, тем более оно детально. Максимальная детализация растрового изображения задаётся при его создании и не может быть увеличена. Если увеличивается масштаб изображения, пиксели превращаются в крупные зёрна. Посредством интерполяции ступенчатость можно сгладить. Степень детализации при этом не возрастает, так как для обеспечения плавного перехода между исходными пикселями просто добавляются новые, значение которых вычисляется на основании значений соседних пикселей исходного изображения.
Каждый пиксель растрового изображения — объект, характеризуемый определённым цветом, яркостью и, возможно, прозрачностью. Один пиксель может хранить информацию только об одном цвете, который и ассоциируется с ним (в некоторых компьютерных системах цвет и пиксели представлены в виде двух раздельных объектов, например, в видеосистеме ZX Spectrum).
Пиксель — это также наименьшая единица растрового изображения, получаемого с помощью графических систем вывода информации (компьютерные мониторы, принтеры и т. д.). Разрешение такого устройства определяется горизонтальным и вертикальным размерами выводимого изображения в пикселях (например, режим VGA — 640×480 пикселей). Пиксели, отображаемые на цветных мониторах, состоят из триад (субпикселей красного, зелёного и синего цветов, расположенных рядом в определённой последовательности). Для ЭЛТ-монитора число триад на один пиксель не фиксировано и может составлять единицы или десятки; для ЖК-монитора (при правильной настройке ОС) на один пиксель приходится ровно одна триада, что исключает муар. Для видеопроекторов и печатающих устройств применяется наложение цветов, где каждая составляющая (RGB для проектора или CMYK для принтера) целиком заполняет данный пиксель.

## Этимология

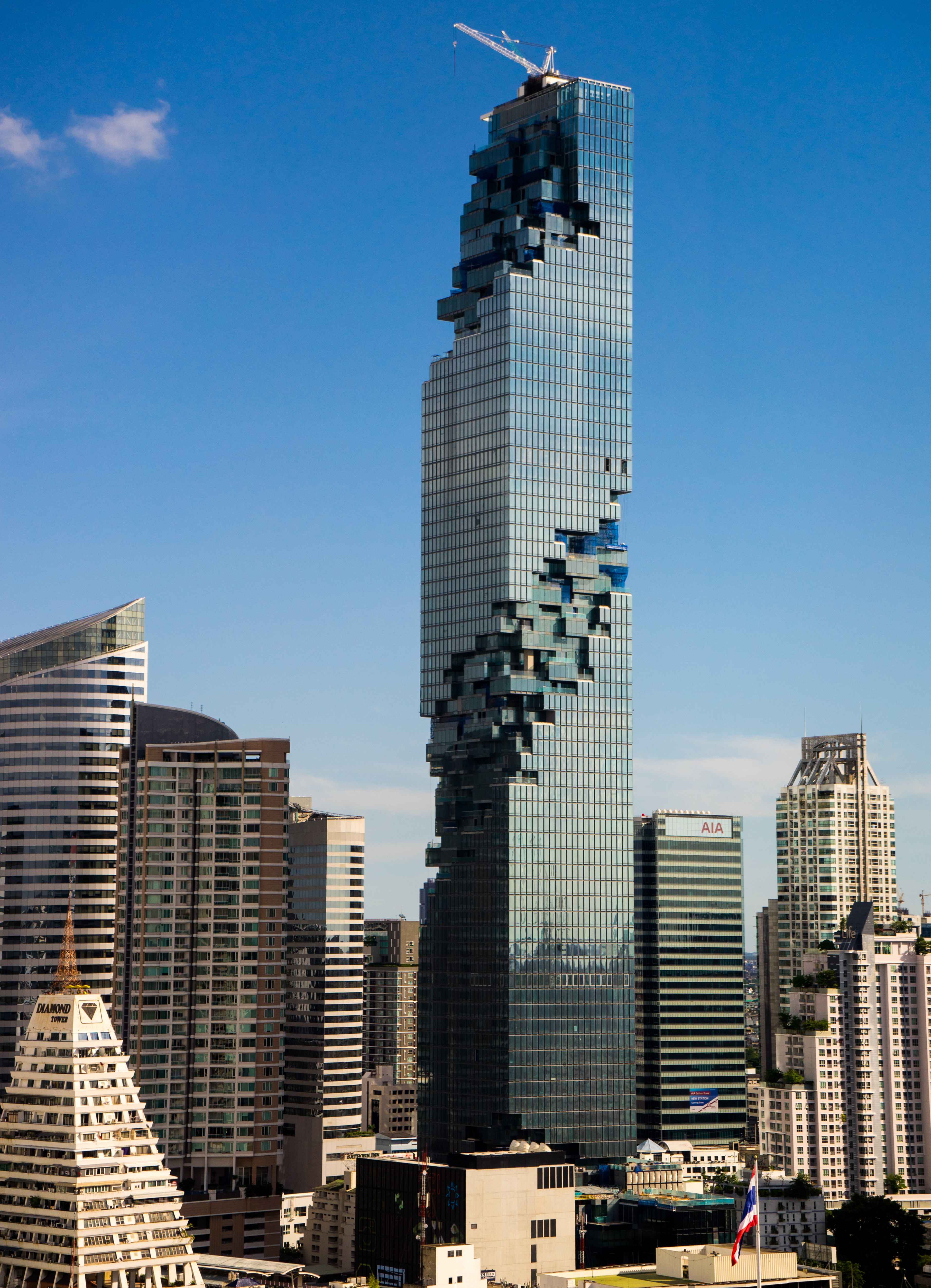
MahaNakhon — «небоскрёб с вырезанными пикселями», самое высокое здание Таиланда.

Слово «пиксель» было впервые опубликовано в 1965 году Фредериком Биллингсли из лаборатории реактивного движения для описания графических элементов видеоизображений от космических зондов к Луне и Марсу. Однако Биллингсли не сам придумал термин. Он узнал слово «пиксель» от Кита Макфарленда (Link Division of General Precision, Пало-Алто), который также не знал, откуда слово взялось. Макфарленд просто сказал, что оно «использовалось в то время» (около 1963 года).
Слово представляет собой сочетание pix (от picture — изображение) и element (элемент). Слово pix появилось в заголовках журнала Variety в 1932 году, как аббревиатура для слова pictures в отношении фильмов. К 1938 году «pix» использовалось фотожурналистами в отношении неподвижных изображений.
Понятие «элемент изображения» относится к самым ранним дням телевидения, например, как Bildpunkt (немецкое слово для пикселя, буквально «точка изображения») в немецком патенте от 1888 года за авторством Пола Нипкова. По другой версии, самая ранняя публикация самого термина элемент изображения имела место в журнале Wireless World в 1927 году, хотя термин использовался и ранее в различных патентах США, поданных ещё в 1911 году.
Некоторые авторы объясняют пиксель как picture cell (клетка или ячейка изображения), начиная с 1972 года. В графике и обработке изображений и видео вместо pixel часто используется сокращение pel. Например, IBM использовали его в своём Technical Reference для первой модели PC.

## Варианты произношения и написания
Относительно нормативности использования термина в форме «пиксел» либо «пиксель» имеются различные мнения. Так, «Русский орфографический словарь РАН» квалифицирует форму «пиксел» как общеупотребительную, а форму «пиксель» как характерную разговорной профессиональной или разговорной и профессиональной речи (в сокращениях словаря нет расшифровки для разг. проф. речи, но есть отдельно разг. — разговорное, проф. — профессиональное; однозначной расшифровки этого определения не даёт и справочная служба русского языка на портале Грамота.ру). С другой стороны, действующий ГОСТ 27459—87 предусматривает термин «пиксель» как единственно возможный для использования в области применения указанного стандарта (компьютерная графика) и который «является обязательным для применения в документации и литературе всех видов, входящих в сферу действия стандартизации или использующих результаты этой деятельности». При этом ГОСТ 27459—87 под термином «пиксель» понимает «наименьший элемент поверхности визуализации, которому может быть независимым образом заданы цвет, интенсивность и другие характеристики изображения».

## Разрешение компьютерных мониторов

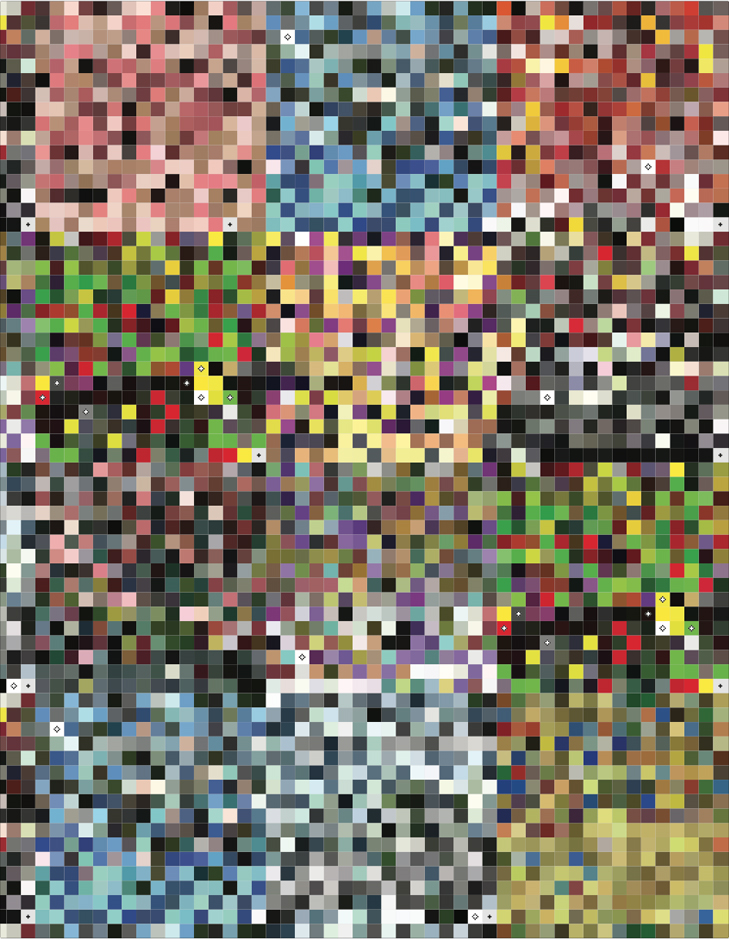
Pixel art

Мониторы компьютеров формируют из пикселей изображение, которое часто представляет собой графический интерфейс пользователя. Разрешение этого изображения на экране компьютерного монитора называется разрешением дисплея и определяется свойствами этого дисплея и видеокартой компьютера. Жидкокристаллические мониторы имеют определяемое их конструкцией собственное (так называемое «родное») разрешение. Каждый пиксель цветного монитора состоит из триад светящихся элементов красного, зелёного и синего цвета, число таких триад и является «родным» разрешением. На некоторых мониторах на электронно-лучевых трубках, число строк развёртки электронного луча и модуляции его яркости, формирующей элементарные пиксели вдоль строки, может быть фиксированным, а потому фиксируется родное разрешение. Однако большинство мониторов на электронно-лучевых трубках не имеет фиксированного числа строк развёртки электронного луча, а потому они не имеют «родного» разрешения — вместо этого они имеют целый ряд разрешений, которые аппаратно поддерживаются как самим монитором, так и управляющей им видеокартой. В большинстве случаев пользователь жидкокристаллического дисплея заинтересован в получении максимально чёткого изображения, в таком случае рекомендуется настраивать разрешение дисплея компьютера соответствующим «родному» разрешению монитора.

## Разрешение телескопов
Пиксельный масштаб, используемый в астрономии, является угловым расстоянием между двумя объектами на небе, которые проецируются на фотоприёмнике (ПЗС или инфракрасном чипе) в соседние пиксели. Масштаб s, измеряемый в радианах, является отношением расстояния р между центрами пикселей детектора к фокусному расстоянию f телескопа, s = p / f. (Фокусное расстояние является произведением относительного отверстия оптической системы на диаметр её входного зрачка.) Эта формула часто приводится в виде s ≈ 206 p / f (где s выражается в единицах угловых секунд на пиксель), поскольку фокусные расстояния главного зеркала или линзы часто задаются в миллиметрах и размеры пикселей в микрометрах (что даёт ещё один множитель 1000), а один радиан равен (180/π) × 3600 ≈ 206 265 секунд дуги. Например, если расстояние между центрами пикселей фотоприёмника р = 6 мкм, а фокусное расстояние телескопа f = 2000 мм, то s ≈ 206 × 6 / 2000 ≈ 0,62 [′′/пкс]. 

## Субпиксели
Многие дисплеи и изображения систем по разным причинам не способны отображать или воспринимать различные цветовые каналы в одном и том же месте. Таким образом, пиксельная сетка делится на одноцветные области, которые способствуют отображению или восприятию цвета при просмотре на расстоянии. В LCD-, LED- и плазменных дисплеях эти одноцветные области являются отдельно адресуемыми элементами (субпикселями). Например, ЖК-дисплеи, как правило, делят каждый пиксель по горизонтали на три субпикселя. Когда квадратный пиксель делится на три субпикселя, каждый субпиксель обязательно является прямоугольным. В терминологии дисплейной промышленности субпиксели часто называют пикселями, так как они являются основными адресуемыми элементами в точке видимых аппаратных средств, а следовательно, используются пиксельные схемы, а не субпиксельные.

## Мегапиксель
Мегапиксель (Mpx, Мпкс) составляет миллион пикселей; этот термин используется не только для количества пикселей в изображении, но и выражает количество сенсорных элементов изображения цифровых камер или числа дисплейных элементов цифровых дисплеев. Например, камера, которая выдаёт 2048×1536 пикселей изображения (3 145 728 готовых изображений пикселей), обычно использует несколько дополнительных строк и столбцов элементов датчика и обычно говорят «3,2 мегапикселя» или «3,4 мегапикселя», в зависимости от того, содержит ли «эффективные» или «общее» количество пикселей. Иногда применяются также килопиксели (kpx, кпкс, 1000 пикселей) и гигапиксели (Gpx, Гпкс, 1 000 000 000 пикселей); другие кратные и дольные префиксы СИ в соединении с пикселями не употребляются.